# Partido di General San Martín
Il partido di General San Martín è un dipartimento (partido) dell'Argentina facente parte della Provincia di Buenos Aires. Il capoluogo è Ciudad del Libertador General San Martín. Si tratta di uno dei 24 partidos che compongono la cosiddetta "Grande Buenos Aires".

## Geografia antropica

### Suddivisioni amministrative
Il partido di General San Martín è composto da 26 località:
| Località                                      | Popolazione (2001) |
| --------------------------------------------- | ------------------ |
| Barrio Parque General San Martín              | 410                |
| Billinghurst                                  | 19.138             |
| Ciudad del Libertador General San Martín      | 28.399             |
| Ciudad Jardín El Libertador                   | 61.780             |
| Villa Ayacucho                                | 3.834              |
| Villa Ballester                               | 35.301             |
| Villa Bernardo Monteagudo                     | 8.291              |
| Villa Chacabuco                               | 5.040              |
| Villa Coronel José M. Zapiola                 | 21.770             |
| Villa General Antonio J. de Sucre             | 6.142              |
| Villa General Eugenio Necochea                | 29.179             |
| Villa General José Tomás Guido                | 18.324             |
| Villa General Juan G. Las Heras               | 11.548             |
| Villa Godoy Cruz                              | 5.952              |
| Villa Granaderos de San Martín                | 20.548             |
| Villa Gregoria Matorras                       | 15.938             |
| José León Suárez                              | 15.740             |
| Villa Juan Martín de Pueyrredón               | 17.598             |
| Villa Libertad                                | 14.018             |
| Villa Lynch                                   | .987               |
| Villa María Irene de Los Remedios de Escalada | 1.231              |
| Villa Marqués Alejandro María de Aguado       | 13.080             |
| Villa Parque Presidente Figueroa Alcorta      | 3.661              |
| Villa Parque San Lorenzo                      | 4.445              |
| Villa San Andrés                              | 9.750              |
| Villa Yapeyú                                  | 3.556              |